# 16497 Toinevermeylen
16497 Toinevermeylen este un asteroid din centura principală de asteroizi.

## Descriere
16497 Toinevermeylen este un asteroid din centura principală de asteroizi. A fost descoperit pe 22 septembrie 1990 la Observatorul La Silla de Eric Walter Elst. Asteroidul prezintă o orbită caracterizată de o semiaxă mare de 2,21 ua, o excentricitate de 0,21 și o înclinație de 6,4° în raport cu ecliptica.